# Mahjoub Haïda
Mahjoub Haïda, född den 1 juli 1970, är en marockansk före detta friidrottare som tävlade i medeldistanslöpning.
Haïdas främsta merit är silvermedaljen på 800 meter från inomhus-VM 1997 i Paris. Han var även i final vid inomhus-VM 1995 på samma distans och slutade då på femte plats. 
Tre gånger har han varit i semifinal på 800 meter vid internationella mästerskap. Det var vid VM 1993 och 1995 samt vid Olympiska sommarspelen 2000.

## Personliga rekord
- 800 meter - 1.43,50 från 1998